# Cynanchum laeve
Cynanchum laeve är en oleanderväxtart som först beskrevs av André Michaux, och fick sitt nu gällande namn av Christiaan Hendrik Persoon. Cynanchum laeve ingår i släktet Cynanchum och familjen oleanderväxter. Inga underarter finns listade i Catalogue of Life.